# Губоногі
Губоногі (Chilopoda) — клас типу членистоногих з надкласу багатоніжок (Myriapoda). Мешкають в ґрунтовій підстилці, під корою дерев або в щілинах між камінням. Всі представники групи — хижаки. Захоплюють і утримують здобич за допомогою першої пари тулубових кінцівок (ногощелепи), усередині яких розташовані отруйні залози. Отрута деяких представників небезпечна для людини і може викликати оніміння і тимчасовий параліч.
Відомо близько 2800 видів. Найвідоміші представники: кістянка (рід Lithobius), мухоловка (Scutigera coleoptrata) і сколопендри (рід Scolopendra).

## Ряди і родини
- †Ряд Devonobiomorpha — вимерла систематична група.
- Ряд Геофіли (Geophilomorpha)
  - Aphilodontidae
  - Azygethidae
  - Ballophilidae
  - Dignathodontidae
  - Eriphantidae
  - Geophilidae
  - Gonibregmatidae
  - Himantariidae
  - Linotaeniidae
  - Macronicophilidae
  - Mecistocephalidae
  - Neogeophilidae
  - Oryidae
  - Schendylidae
  - Sogonidae
  - Soniphilidae

- Ряд Кістянки (Lithobiomorpha)
  - Anopsobiidae
  - Cermatobiidae
  - Henicopidae
  - Lithobiidae
  - Pseudolithobiidae
  - Pterygotergidae

- Ряд Сколопендрові (Scolopendromorpha)
  - Cryptopidae
  - Otostigmidae
  - Plutoniumidae
  - Scolopendridae
  - Scolopocryptopidae

- Ряд Скутигери (Scutigeromorpha)
  - Scutigeridae

- Ряд Craterostigmomorpha
  - Craterostigmidae

## Відомі види
- Сколопендра гігантська